# Ophioplinthus
Ophioplinthus är ett släkte av ormstjärnor. Ophioplinthus ingår i familjen fransormstjärnor.

## Dottertaxa tillOphioplinthus, i alfabetisk ordning[1]
- Ophioplinthus abyssorum
- Ophioplinthus accomodata
- Ophioplinthus anceps
- Ophioplinthus banzarei
- Ophioplinthus brevirima
- Ophioplinthus brucei
- Ophioplinthus carinata
- Ophioplinthus clasta
- Ophioplinthus confragosa
- Ophioplinthus divisa
- Ophioplinthus frigida
- Ophioplinthus gelida
- Ophioplinthus glypta
- Ophioplinthus granulifera
- Ophioplinthus grisea
- Ophioplinthus inflata.
- Ophioplinthus inornata
- Ophioplinthus intorta
- Ophioplinthus madseni
- Ophioplinthus martensi
- Ophioplinthus medusa
- Ophioplinthus mordax
- Ophioplinthus nexila
- Ophioplinthus olstadi
- Ophioplinthus partita
- Ophioplinthus pseudotessellata
- Ophioplinthus relegata
- Ophioplinthus scissa
- Ophioplinthus tessellata
- Ophioplinthus tuberosa
- Ophioplinthus tumescens
- Ophioplinthus turgida
- Ophioplinthus wallini